# Dos Caminos, Coscomatepec
Dos Caminos är en ort i Mexiko.   Den ligger i kommunen Coscomatepec och delstaten Veracruz, i den sydöstra delen av landet, 220 km öster om huvudstaden Mexico City. Dos Caminos ligger 1 478 meter över havet och antalet invånare är 285.
Terrängen runt Dos Caminos är lite bergig. Runt Dos Caminos är det tätbefolkat, med 427 invånare per kvadratkilometer. Närmaste större samhälle är Huatusco de Chicuellar, 13,5 km nordost om Dos Caminos. I omgivningarna runt Dos Caminos växer huvudsakligen savannskog.